# Yan Xishan
Yan Xishan, född 8 oktober 1883, död 22 juli 1960 i Taipei, var en kinesisk politiker och krigsherre som var den verklige makthavaren i Shanxi-provinsen från 1911 till kommunisternas maktövertagande 1949. Han var premiärminister i Taiwan från 1949 till 1950.
Yan föddes i en familj som var verksam i den en gång blomstrande bankindustrin i Shanxi. Som ung arbetade han i faderns bank (钱庄) och studerade de konfucianska klassikerna i byskolan. 1904 sändes han för att studera vid den kejserliga militärakademin i Tokyo, från vilken han tog sin examen 1909 och återvände till Kina samma år.
1909 utnämndes han till divisionschef i den kejserliga armén i Shanxi, men arbetade i hemlighet för att största Qingdynastin. När Xinhairevolutionen bröt ut 1911 ställde han sig på revolutionärernas sida och drev ut de manchuiska styrkorna från Shanxi-provinsen med stöd från bland annat bankiren H.H. Kung. Efter revolutionen blev han utnämnd till militärguvernör (dujun 督军) över provinsen, vilket innebar att han blev dess verklige makthavare.
Under följande år stärkte Yan Xishan sin maktbas i Shanxi-provinsen och till skillnad från andra krigsherrar intresserade han sig inte för att expandera sin maktbas till andra provinser. När Chiang Kai-shek försökte ena Kina i Norra expeditionen allierade Yan sig med Chiang och blev i gengäld utnämnd till guvernör 
1930 bröt alliansen med Chiang samman och Yan Xishan allierade sig med Wang Jingwei, Feng Yuxiang och Li Zongren i ett försök att utmana Chiang om makten. I det korta inbördeskrig som följde besegrade dock Chiang Kai-shek sina rivaler och Yan tvingades fly från Shanxi. Hösten 1931 lyckades Yan återvända till Shanxi på grund av den kris som brutit ut i Kina efter Japans ockupation av Manchuriet.
När Japan invaderade Kina 1937 vägrade Yan att ge upp motståndet och flyttade sitt högkvarter till en isolerad del i provinsen, vilket ledde till att japanerna aldrig fick full kontroll över Shanxi. Efter krigsslutet 1945 återvände Yan Xishan till sin maktställning i Shanxi, men tvingades fly till Taiwan i samband med kommunisternas maktövertagande 1949. Åren 1949 till 1950 var han konseljpresident för det exekutiva rådet, det vill säga Taiwans premiärminister.